# 에반겔리스모스 대성당
성모 희보 주교좌 대성당(그리스어: Ιερός Καθεδρικός Ναός Ευαγγελισμού της Θεοτόκου Αλεξάνδρειας)은 19세기 중반 이집트 알렉산드리아에 세워진 동방 정교회의 성당이다. 알렉산드리아와 아프리카 전역의 총대주교청의 총대주교좌 성당이다. 주요 신자는 알렉산드리아에 거주하는 그리스인들이다. 이 대성당은 비잔틴 리바이벌 양식이라기보다는 고딕 리바이벌 양식으로 지어졌다. 대성당의 위치는 알렉산드리아의 타흐리르 광장이다.
대성당의 머릿돌은 1847년 11월 16일 총대주교 히에로테오스 2세가 올렸다. 9년에 걸친 공사 끝에 1856년 3월 25일 총대주교 히에로테오스가 성찬예배를 집전하면서 공식적으로 완료되었다.
복원 공사는 2004년 12월 알렉산드로스 S. 오나시스 재단의 후원을 받아 끝마쳤다. 대성당은 2006년 4월 2일 콘스탄티노폴리스 세계 총대주교 바르톨로메오스 1세와 알렉산드리아와 아프리카 총대주교 테오도로스 2세에 의해 재축성되었다. 축성식에는 그리스 대통령 카롤로스 파풀리아스도 참석했다.
대성당의 길이는 41.80미터, 폭은 23.6미터, 높이는 32.4미터이다. 총 면적은 1,1155.23제곱미터이다. 대성당을 설계한 건축가는 에르테메스 피에로티스이며, 대성당을 완공시킨 사람은 루코비츠였다. 성상대와 주교좌, 사제석, 강론대 등은 모두 콘스탄티노폴리스의 야코보스 바루티스가 제작했다. 출입구와 창문, 회중석, 발다키노, 기타 성당 가구는 요르요스 필리피데스가 제작했다. 성상대와 주교좌, 강론대의 도금은 미하일 라로자가 했다. 대성당 통로의 도금은 요르다누 형제가 했다. 이콘들은 이집트와 콘스탄티노폴리스에서 그린 것이며, 창문은 프랑스 파리에서 가져온 것이고, 시계는 영국 런던에서 가져온 것이며, 샹들리에는 러시아에서 가져온 것이다.

## 갤러리

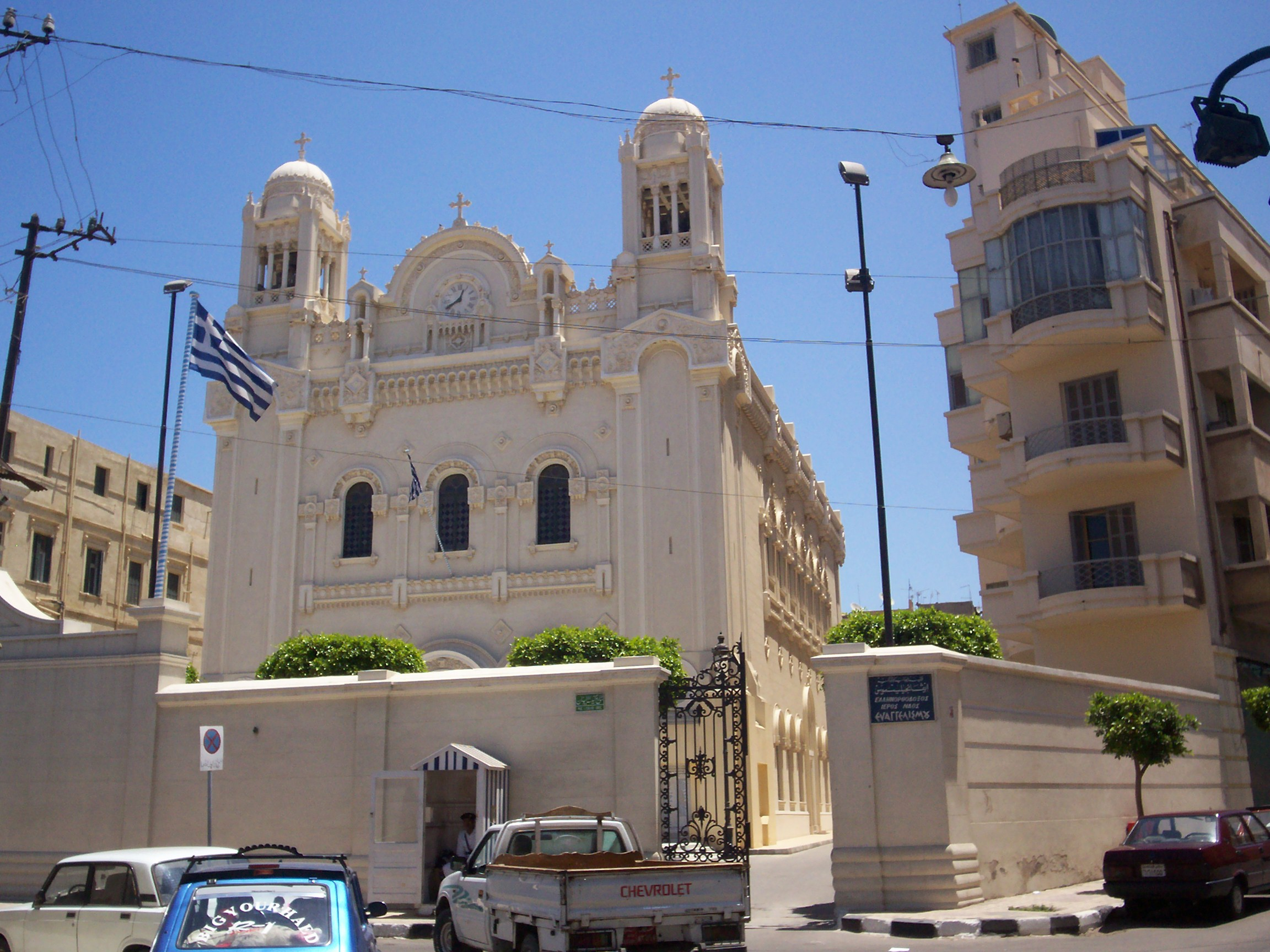
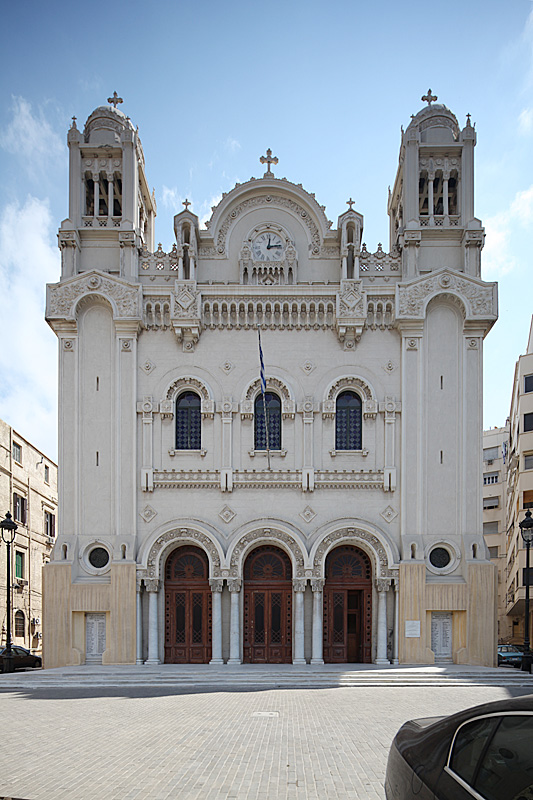
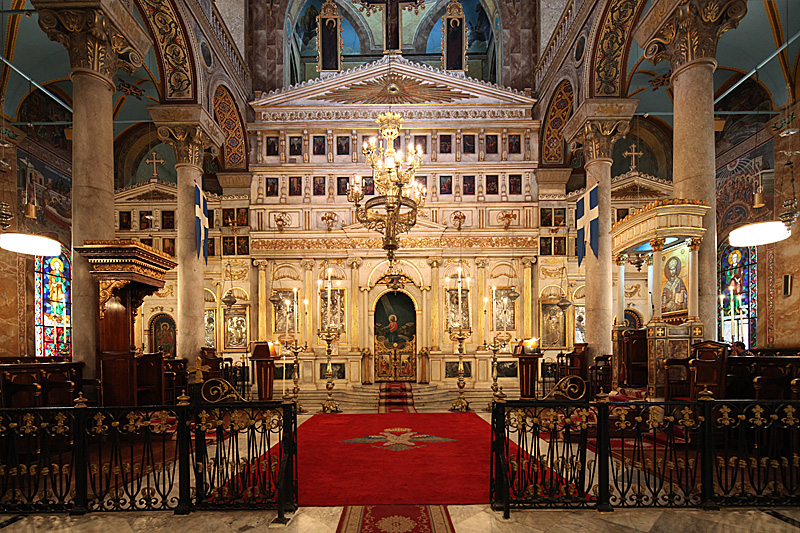
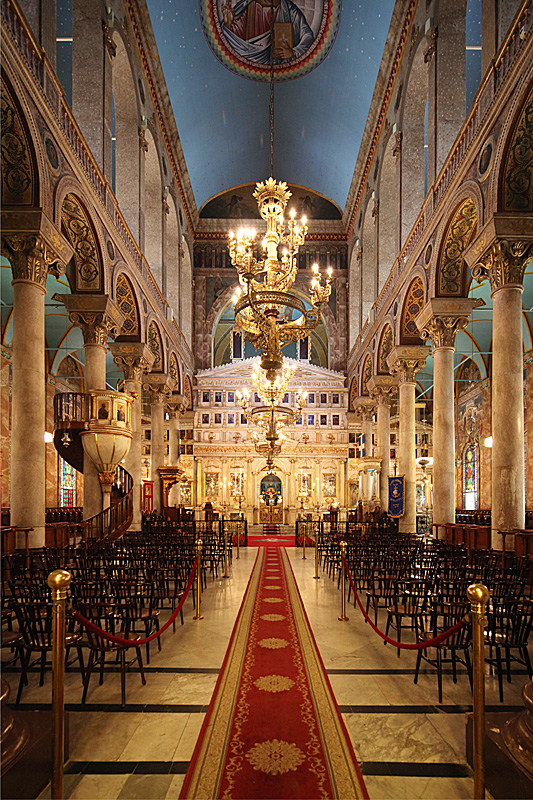

## 같이 보기
- 알렉산드리아와 아프리카 전역의 총대주교청